# 馬其頓社會主義共和國
馬其頓社會主義共和國是隶属于南斯拉夫社会主义联邦共和国的6个加盟共和國之一。
1944年8月2日，南斯拉夫共产党领导下的马其顿反法西斯人民解放委员会在南斯拉夫南部的保加利亚占领区秘密成立。1945年4月14日，驱逐保加利亚占领军后，改名为马其顿联邦州；1946年3月8日，脱离塞尔维亚社会主义共和国，升格为马其顿人民共和国；1963年4月12日，又更名为马其顿社会主义共和国。1991年6月7日，再度更名为马其顿共和国，并在同年9月8日，宣布脱离南斯拉夫独立。